# Kleptusa-Gletscher
Der Kleptusa-Gletscher (bulgarisch ледник Клептуза lednik Kleptusa) ist ein 6 km langer und 6 km breiter Gletscher auf der Anvers-Insel im Palmer-Archipel vor der Westküste der Antarktischen Halbinsel. Er fließt von den Osthängen des Mount Hector in der Trojan Range und den Nordhängen der Osterrieth Range in nördlicher Richtung zur Fournier-Bucht, die er östlich des Madzharovo Point und westlich des Studena Point erreicht.
Die bulgarische Kommission für Antarktische Geographische Namen benannte ihn 2009 nach der Ortschaft Kleptusa im Süden Bulgariens.